# Герб Іракського Курдистану
Герб Іра́кського Курдиста́ну (курд. Kota Kurdistana Iraqê) — один з двох офіційних символів Іракського Курдистану. Емблемою Регіонального уряду Курдистану є орел, який своїми крилами утримує сонце. Сонце складається з трьох кольорів: червоного, жовтого та зеленого, які складають курдський прапор. Орел стоїть на стрічці чорного кольору, на якій написані слова «Регіональний уряд Курдистану» курдською, арабською та англійською мовами (зверху донизу).
Емблема регіонального уряду базується на древніх символах: зображення орла веде до Мідії, сонце з давнини ототожнювалося у народів межиріччя із символічним уявленням північної Месопотамії (територія сучасного Курдистану).
На емблемі також присутнє закодоване число 4: орел має в кожному крилі 4 пера, хвіст складається з 4 пір'їн, сонце має 4 червоних і зелених променів. Це пов'язано з тим, що територія Курдистану розділена між 4 державами (Туреччина, Ірак, Іран і Сирія), а також тим, що Іракський Курдистан сформований з 4 північноіракських провінцій — Ербіль, Дахук, Кіркук і Сулейманія.
Орел також асоціюється з султаном Саладіном (він був курдського походження), емблема якого (орел Саладіна) з середини 20-го століття, стала символом арабського націоналізму, та становить основу національних емблем Єгипту,  Іраку, Палестини, а також раніше використовувався в емблемах Об'єднаної Арабської Республіки, Лівії та Південного Ємену.